# Aeroportul Municipal Fillmore
Aeroportul Municipal Fillmore (IATA: FIL, ICAO: KFOM, FAA LID: FOM) este un aeroport din Utah, Statele Unite ale Americii ce deservește zona Fillmore⁠(d). A fost numit după zona deservită.
Situat la o altitudine de 1.519 m, aeroportul dispune de 1 pistă.

## Infrastructură

### Piste
Aeroportul dispune de o singură pistă. Pista 4/22 are suprafața de asfalt și dimensiunile 5.040 picioare × 75 picioare. 